# Педро Аугусто Боргес да Коста
Педро Аугусто Боргес да Коста (порт. Pedro Augusto Borges da Costa, нар. 3 березня 1997, Уба, Бразилія) — бразильський футболіст, півзахисник клубу «Форталеза».

## Ігрова кар'єра
Педро Аугусто є вихованцем футбольного клубу «Сан-Паулу». 17 січня 2018 року у турнірі Ліга Пауліста Аугусто дебютував в першій команді клубу. За команду футболіст провів два матчі. В подальшому, не маючи постійного місця в основі, півзахисник грав в оренді. Спочатку це був бразильський клуб «Сан-Бенту». А 2019 рік Педро провів в оренді в португальському клубі «Лоулетану». 
Влітку 2019 року Аугусту перейшов до клубу португальської Прімейри «Тондела». 12 серпня футболіст провів першу гру в португальському чемпіонаті. В сезоні 2021/22 разом з командою Аугусто дістався до фіналу Кубка Португалії та грав у матчі за Суперкубок країни.
Влітку 2023 року Аугусто повернувся до Бразилії і як вільний агент приєднався до клубу бразильської Серії А «Форталеза».

## Досягнення
Тондела
- Фіналіст Кубка Португалії: 2021/22
- Фіналіст Суперкубка Португалії: 2022

Форталеза
 Переможець Кубка Нордесте: 2024
- Переможець Ліги Сеаренсе: 2024